# Editrice Giochi
Editrice Giochi (EG) è  un'azienda italiana con sede a Milano che produce e distribuisce giochi specializzata in particolare in giochi da tavolo. Nel 2016 il marchio Editrice Giochi e tutta la libreria di giochi dell'azienda sono stati ceduti alla canadese Spin Master.

## Storia
Fondata nel 1936 da Emilio Ceretti, annovera tra i giochi più noti da essa pubblicati quelli della Parker Brothers come Monopoly, Cluedo e RisiKo!, nonché i giochi ispirati ai quiz TV di Mike Bongiorno e della Rai.
Celebre lo slogan pubblicitario "Editrice Giochi, quelli del Monopoli" proprio perché ha distribuito per anni, dalla nascita fino al 2009, il famoso gioco di contrattazione, i cui diritti sono passati alla corporation americana Hasbro che l'ha rinominato Monopoly, in linea con le altre edizioni internazionali. Per sopperire a tale mancanza, la EG un anno dopo ha pubblicato un gioco ispirato a esso, Metropoli.
Proprio la decisione di pubblicare un'edizione italiana di Monopoli, dopo che la Arnoldo Mondadori Editore aveva rifiutato una proposta in tal senso da parte della Parker Brothers, ha portato Ceretti a fondare la sua casa editrice specializzata in giochi.

## Produzioni principali
- Cluedo
- Dungeons & Dragons
- Manager
- Metropoli
- Monopoly
- Ok, il prezzo è giusto!
- Picchiatello
- Rischiatutto
- RisiKo!
- Scarabeo